# ブラジルのバレーボール選手一覧
この記事はブラジルのバレーボール選手一覧（-せんしゅいちらん）である。
既に記事があるものに関してはCategory:ブラジルのバレーボール選手を参照されたい。
この項目はCategoryではないので、記事の無い選手について赤リンクのままにしておく事が出来る。記事の無いものに関しては一時的に簡単な説明（時代、クラブ）等を併記しておいて構わない。

## 男子
- アンデルソン・ロドリゲス
- アンドレ・エレル
- アンドレ・ナシメント
- グスタボ・エンドレス
- サムエル・フチス（2005、2006、2007年ワールドリーグ優勝）
- ジオバーニ・ガビオ
- ジョゼ・ギマラエス
- ジルソン・ベルナルド
- ジルベルト・ゴドイフィリョ
- セルジオ・ドゥトラ・サントス
- ダンテ・アマラウ
- ナウベルチ・ビテンクール
- ブルーノ・レゼンデ
- ベルナルド・レゼンデ
- マウリシオ・リマ
- マリオ・オリベイラ
- マルセロ・エルガートン（2005、2006、2007年ワールドリーグ優勝）
- ムーリオ・エンドレス
- リカルド・ガルシア
- ロドリゴ・サンタナ

## 女子
- アナ・チエミ・タカギ
- エリア・ソウザ
- カリン・ロドリゲス
- エリカ・コインブラ
- カロリナ・アルブケルケ
- シェイラ・カストロ
- ジャケリネ・カルバリョ
- タイーザ・メネセス
- パウラ・ペケーノ
- バレウスカ・オリベイラ
- バレスカ・メネセス
- ファビアナ・オリベイラ
- ファビアナ・クラウジノ
- ウェリサ・ゴンザーガ
- マリアーネ・ステインブレシェル
- レイラ・バロス
- レナタ・コロンボ
- カロリネ・ガッタス
- ナタリア・ペレイラ
- アデニジア・シルバ
- ジョイセ・シルバ
- カミラ・ブライト